# فرانك جوردن
فرانك جوردن (بالإنجليزية: Frank Jordan)‏ (1 يناير 1883 ساوثهامبتون المملكة المتحدة - 28 مارس 1938 المملكة المتحدة) هو لاعب كرة قدم بريطاني سابق كان يلعب كمهاجم.